# ماریو پیسو
ماریو پیسو (ایتالیایی: Mario Pisu؛ ‏ ۲۱ مهٔ ۱۹۱۰ – ۱۷ ژوئیهٔ ۱۹۷۶) بازیگر و صداپیشه اهل ایتالیا بود.
از فیلم‌هایی که وی در آن نقش داشته‌است، می‌توان به من، من، من… و دیگران، سوبروله… دختر اهل رومانیولا، سربازان و سرجوخه‌ها، پرستار، مرد هوسران، ببخشید، موافقید یا مخالف؟، هشت‌ونیم، جولیتای ارواح، ژاندارم در نیویورک، فانتوماس رهاشده، زمین می‌لرزد، هانیبال، شاهزاده سیندرلا، شلوار آبی، شش همسر باربابلو، من کاپاتاز هستم، ساخت ایتالیا، گذرنامه سرخ، آنا، احساس مالکیت، هرکول، برده، زن کولی، زن اغواگر، شیطان در صومعه، عشق و انرژی، خیانت به سبک ایتالیایی، ترانهٔ زندگی و اولین عشق اشاره کرد.